# Linda Sloan
Linda Sloan (* 14. März 1989) ist eine schottische Badmintonspielerin. 

## Karriere
Linda Sloan startete 2009 bei den Badminton-Juniorenweltmeisterschaften. In ihrer Heimat wurde sie 2005 Juniorenmeisterin. 2006 siegte sie beim Croatian Juniors und beim Czech Juniors. Bei den Welsh International 2007, den Welsh International 2010 und den Belgian International 2010 belegte sie Rang drei.